# 胡征 (作家)
胡征（1917年3月—2007年1月29日），原名胡毓麒，族名延璋，号秋平，笔名胡笳、胡闹、胡不归、骆惊、征鸿、白帆，男，祖籍湖北大悟，生于河南罗山，中国作家。